# Quận Pierce, North Dakota
Quận Pierce là một quận thuộc tiểu bang Bắc Dakota, Hoa Kỳ. Quận lỵ đóng ở Rugby6. Quận được đặt tên theo. Dân số theo điều tra năm 2000 của Cục điều tra dân số Hoa Kỳ là 3990 người.

## Địa lý
Theo Cục điều tra dân số Hoa Kỳ, quận này có diện tích 2802 km2, trong đó có 166 km2 là diện tích mặt nước.